# 甑島商船

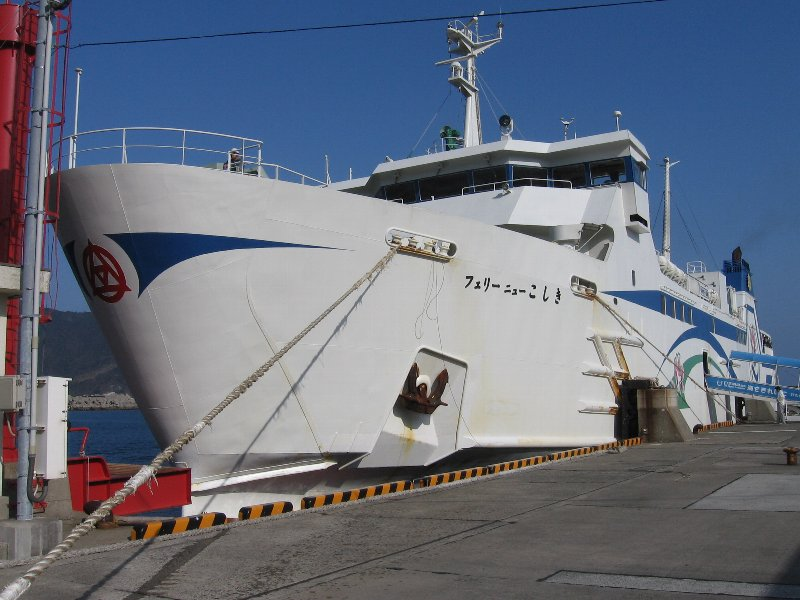
フェリーニューこしき（長浜港にて）

甑島商船株式会社（こしきじましょうせん）は、鹿児島県いちき串木野市に本社を置く海運会社。
九州商船といちき串木野市及び薩摩川内市が出資する第三セクターである。甑島列島の各港と薩摩半島の間を結ぶフェリー及び高速船を運航している。

## 沿革
- 1975年（昭和50年） - 「柏丸（549.43トン：定員350名）」就航。
- 1977年（昭和52年）
  - 3月19日 - 過疎化による赤字対策として、旧串木野市・九州商船・甑島四村（里村、上甑村、鹿島村、下甑村）が出資して設立[1]。
  - 4月28日 - 九州商船と甑島四村との間に覚書を交換した。内容はそれまで九州商船が運航していた串木野・甑島航路を甑島商船に譲渡すること、損失金の補填に関すること、体制を整い次第新船の建造あるいは航路の再編成を行うことである[2]。
  - 5月1日 - 営業開始[3]。
- 1980年（昭和55年）
  - 月日不明 -「有保丸（400.00トン：定員343名）」就航。
  - 月日不明 -　高速船「初代・シーホーク（388.15トン：定員290名）」就航。
- 1982年（昭和57年） - 「鯨波丸（427.56トン：定員343名）」就航。
- 1987年（昭和62年） - フェリー「こしき（645トン：定員400名）」就航。
- 1990年（平成2年）3月 - 高速船「2代目・シーホーク（310トン：定員301名）」就航。
- 2002年（平成14年）10月 - フェリー「ニューこしき（940トン：定員350名）」が就航。
- 2004年（平成16年）10月 - 旧川内市と8町村（樋脇町、入来町、東郷町、祁答院町、里村、上甑村、下甑村、鹿島村）の新設合併に伴い、里村、上甑村、下甑村、鹿島村の出資分を薩摩川内市に引き継ぐ。
- 2005年（平成17年）10月 - 旧串木野市と市来町の新設合併に伴い、旧串木野市の出資分をいちき串木野市に引き継ぐ。
- 2012年（平成24年）4月 - 甑島列島内の寄港地を集約、中甑港・手打港の寄港を廃止、また高速船「シーホーク」の鹿島港の寄港も廃止された。
- 2014年（平成26年）
  - 3月 - 高速船「シーホーク」運航終了。
  - 4月 - 高速船「甑島（199トン：定員200名）」就航[4]、薩摩川内市が船舶を所有している関係で運航開始と同時に高速船の九州本土側の寄港地も川内港に移転した。
- 2025年（令和7年）
  - 3月5日 - フェリー「ニューこしき」引退[5]
  - 3月20日 - フェリー「結Lineこしき」就航[6]

## 航路
九州本土と甑島列島を結ぶ航路を担当している。
フェリー（串木野港 - 甑島列島）
以下各1日1本ずつ運航されている。「フェリーニューこしき」の1隻体制。
- 第1便：長浜港→里港→串木野新港→里港→長浜港
- 第2便：長浜港→串木野港→里港→長浜港

高速船（川内港 - 甑島列島）
以下各1日1本ずつ運航されている。「高速船 甑島」の1隻体制。
- 第1便：川内港→里港→長浜港→川内港
- 第2便：川内港→長浜港→里港→川内港

- 「高速船甑島」「フェリーニューこしき」のどちらかがドック入りする際には2便とも運休するが、「フェリーニューこしき」がドック入りした場合、「高速船甑島」が車両航送ができない為、貨物船専業事業者（甑島商船は貨物船を所有していない）に車両輸送専用の代船を用意する。

## 船舶

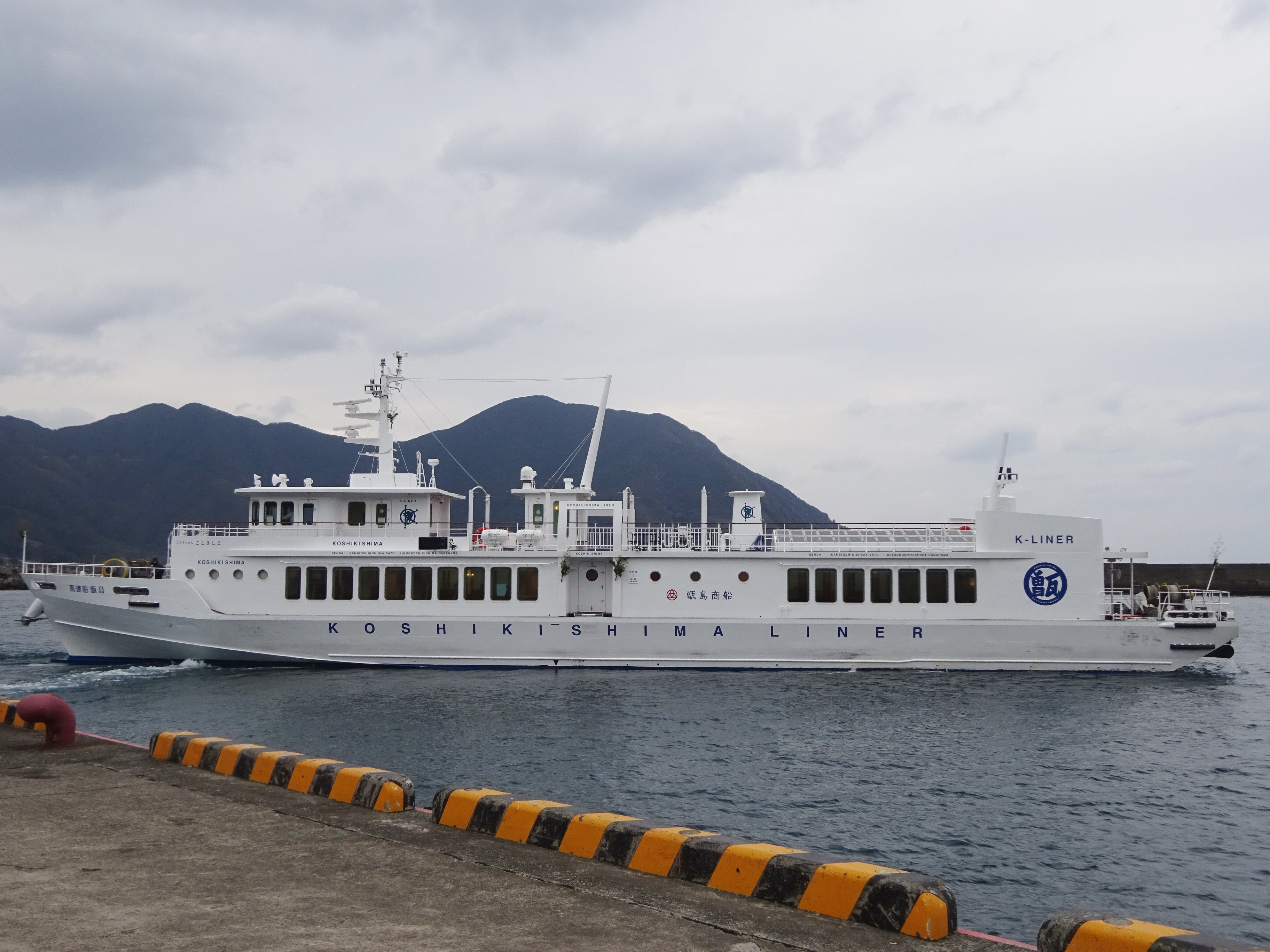
高速船 甑島（長浜港）

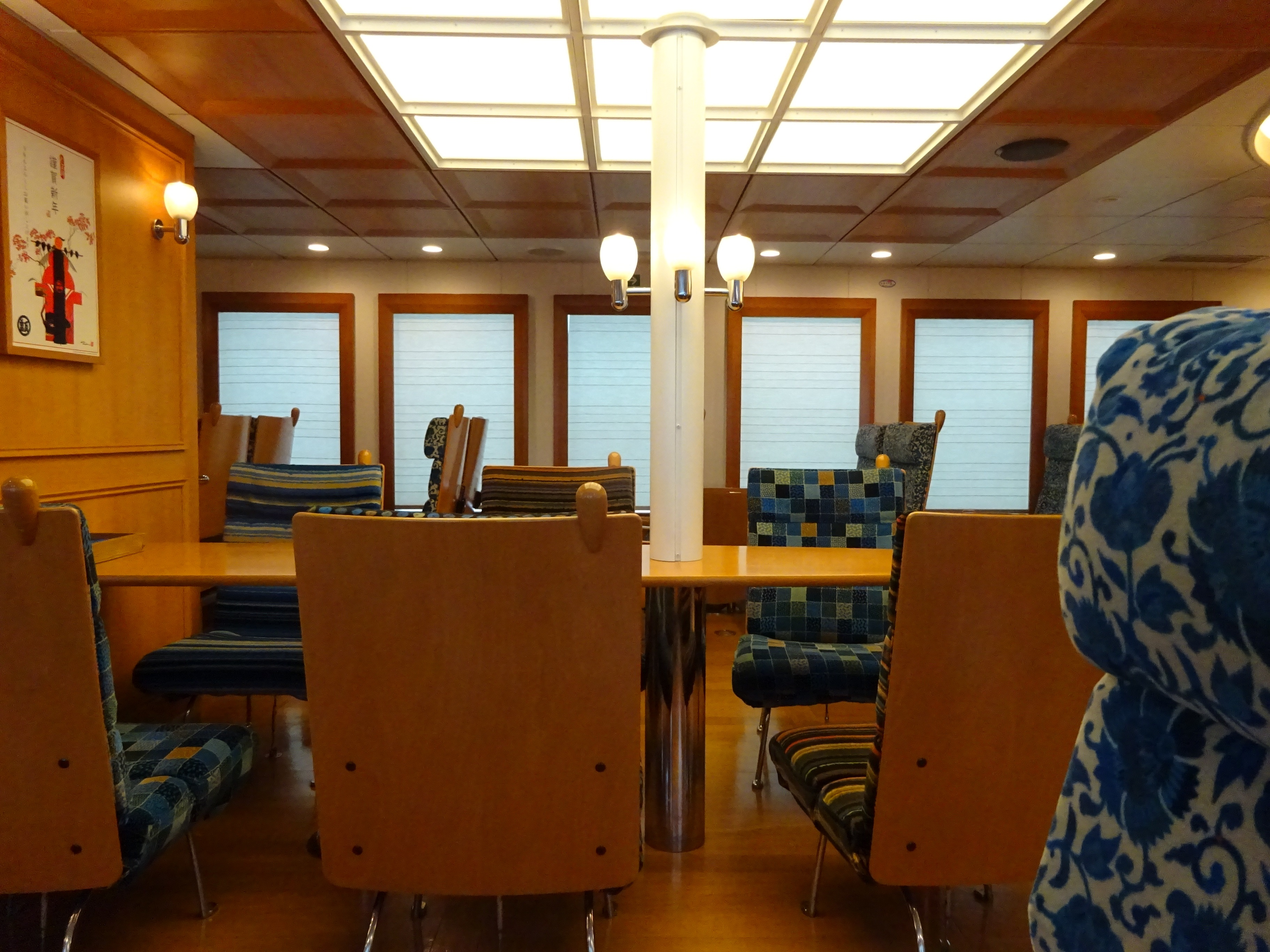
同船のインテリア

### 運航中の船舶

#### フェリー
- 結Lineこしき

2025年（令和7年）3月20日就航、内海造船瀬戸田工場建造。

#### 高速船
- 高速船 甑島　
  - 薩摩川内市が所有しており、当社に運航を委託している。薩摩川内市が発注から導入費用（市の行政予算の範囲内による）までを全て負担した。船舶のデザインは水戸岡鋭治によるもので、川内港高速船ターミナルのデザインも同時に担当している。

### 過去の船舶

#### 貨客船
- 和丸

1933年就航、77.43総トン、旅客定員64名、航海速力9ノット
- 長水丸

1934年就航、156.20総トン、旅客定員81名、航海速力11ノット
- 昭丸

1943年就航、1962年引退、75.57総トン、旅客定員68名、航海速力9ノット
- つかさ丸

1949年就航、1963年引退、166.99総トン、旅客定員193名、航海速力10ノット
- 佐世保丸

1950年就航、1951年引退、120.99総トン、旅客定員35名、航海速力10ノット
- 明勢丸

1954年就航、183.87総トン、旅客定員130名、航海速力10ノット
- 野百合丸

1956年就航、1975年引退、195.59総トン、旅客定員124名、航海速力12.5ノット
- 彦山丸

1964年就航、1966年引退、148.20総トン、旅客定員89名、航海速力11ノット
- 波路丸

1966年就航、1971年引退、277.72トン、旅客定員178名、航海速力11.5ノット
- 柏丸

1975年就航、1980年引退、549.43総トン、旅客定員350名、航海速力14.5ノット
- 有保丸

1980年就航、1982年引退、400.00総トン、旅客定員343名、航海速力14.5ノット
- 鯨波丸

1982年就航、1987年引退、427.56総トン、旅客定員350名、航海速力14.5ノット

#### フェリー
- フェリーこしき[7]

1987年5月23日就航、神田造船所建造
645総トン、全長59.50m、型幅12.60m、型深さ8.64m、ディーゼル2基、機関出力3,800ps、航海速力15.2ノット、旅客定員400名
甑島航路初のカーフェリー。2002年9月30日引退、九州商船へ売却後、フェリーなるしおとして就航
- フェリーニューこしき

2002年10月就航。2025年（令和7年）3月5日引退。

#### 高速船
- シーホーク (初代)[7]

1977年4月竣工、三菱重工業下関造船所建造。東海汽船より購入、1980年就航。1990年引退。
388.15総トン、全長45.00m、型幅7.80m、型深さ3.90m、ディーゼル2基、機関出力4,410ps、航海速力25.0ノット、旅客定員290名
- シーホーク (2代)[8]

1990年2月28日竣工、同年3月9日就航、三菱重工業下関造船所建造。2014年3月引退。
304総トン、全長48.5m、幅8.2m、深さ4.0m、ディーゼル2基2軸、機関出力5,500ps、航海速力26ノット、旅客定員301名